# 東妮·霍斯特-克里斯滕森
東妮·霍斯特-克里斯滕森（Tonny Holst-Christensen，1935年—），出生名東妮·彼得森（Tonny Petersen），是前丹麥羽球運動員。 
1962年，丹麥羽球協會決定不將東妮·霍斯特-克里斯滕森納入參加全英羽球錦標賽的名單，她不得不自掏腰包前往英格蘭。最終她與茱蒂·哈希曼合作並獲得了女子雙打冠軍。她還在1956年和1960年贏得了丹麥全國冠軍，並且是1960年優霸盃的丹麥代表隊成員。